# Jump the Gun
Jump the Gun foi uma banda irlandesa que ficou conhecida internacionalmente por ter representado a Irlanda no Festival Eurovisão da Canção 1988 realizado em Dublin e que interpretou o tema Take Him Home. Terminou a competição, recebendo 79 pontos, alcançando o 8.º lugar (entre 21 países participantes). 

## Membros da banda
- Eric Sharpe
- Peter Eades
- Brian O'Reilly
- Ciaran Wilde
- Roy Taylor